# 南沖洲
南沖洲（みなみおきのす）は、徳島県徳島市の町名。南沖洲一丁目から南沖州五丁目までが設置されている。郵便番号は〒770-0874。2009年12月現在の徳島市の調査による人口は3,584人、世帯数は1,444世帯。

## 地理
徳島市の東部に位置し、吉野川下流デルタ地帯の一角をなす。沖洲地区に属している。東は紀伊水道を挟んでマリンピア沖洲となっている。市中心部への交通の便がよく、住宅地として利用されるが、木工団地・沖洲埠頭が建設されて以降工業用地としても使われる。渭東ねぎとして有名なネギ栽培が農業の基本であり、漁業では海苔の養殖が主である。

### 河川
- 沖洲川
- 新町川

## 歴史
元は沖洲町の一部で、字南屋敷・上ノ段・ウラノ段・七反地・亀の生砂・沖ノ浦・元浦・中折・大堤東の地域で、昭和44年に現在の町名となった。市中心部への交通の便がよく、住宅地となる反面、木工団地・沖洲埠頭が建設され、工業の町へと変わっていった。

## 交通

### 道路
都道府県道
- 徳島県道38号沖ノ洲徳島本町線

### バス
徳島市営バス
- 南沖洲三丁目
- 南沖洲四丁目

## 施設

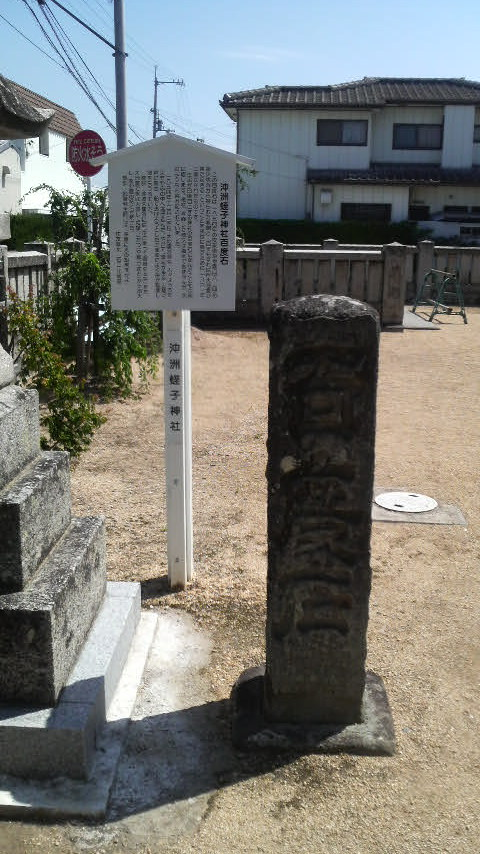
蛭子神社境内にある百度石

史跡・観光
- 沖洲公園（沖洲台場跡）
- 蛭子神社

教育
- 徳島市沖洲小学校
- 徳島市沖洲幼稚園

企業
- 徳島通運
- トリビューンしこく
- 昌栄

その他
- 徳島東警察署沖洲交番